# 35-та загальновійськова армія (РФ)
35-та загальновійськова Червонопрапорна армія (35 ЗА, в/ч 62825) — об'єднання Східного військового округу Сухопутних військ Збройних сил Російської Федерації. Управління армії дислокується у місті Білогорськ Амурської області.
До складу армії входять вісім бригад, полк і дві бази зберігання та ремонту озброєння і техніки.

## Історія
Після розпаду СРСР у 1992 році 35-ма загальновійськова армія Далекосхідного військового округу Радянської армії ввійшла до складу Збройних сил РФ.

### Війна в Україні
У 2022 році брала участь у російському вторгненні в Україну.
3 червня Інститут вивчення війни (ISW) наводив слова російського військового блогера про те, що «майже вся 35-та загальновійськова армія РФ була знищена» в боях біля Ізюма через некомпетентних командирів. А саме: значних втрат зазнали 38 ОМСБр і 64 ОМСБр. Сам ISW стверджував, що самостійно підтвердити ці твердження не може, але вони загалом відповідають іншим звітам, в яких говориться про великі втрати росіян на Ізюмському напрямку.
Згідно до повідомлення військового аналітика Костянтина Машовця, в останніх числах липня 2022 р. 35-армія, доповнена новими підрозділами та технікою, була скерована на південну ділянку фронту. На думку Машовця, 35 армія зазвичай присутня на тих напрямках фронту, які агресор вважає за найважливіші.

## Структура

### 2009 рік
- управління;
- 38-ма окрема гвардійська мотострілецька Вітебська ордена Леніна, Червонопрапорна, ордена Суворова бригада, в/ч 21720 (селище Катеринославка);
- 64-та окрема мотострілецька бригада, в/ч 51460 (сел. Князе-Волконське-1);
- 69-та окрема Свірсько-Померанська Червонопрапорна, ордена Червоної зірки Амурська козацька бригада прикриття в/ч 61424 (с. Бабстово);
- 107-ма ракетна Мозирська ордена Леніна, Червонопрапорна бригада, в/ч 47062 (м Біробіджан / селище Семисточний);
- 165-та артилерійська Празька Червонопрапорна, орденів Кутузова та Богдана Хмельницького бригада, в/ч 02901 (селище Нікольське);
- 71-ша зенітна ракетна бригада, в/ч 01879 (м Білогірськ);
- 54-та ордена Червоної Зірки бригада управління (м Білогірськ);
- 103-тя окрема бригада МТЗ, в/ч 72157 (м Білогірськ);
- 35-й полк РХБ захисту, в/ч 59792 (м Білогірськ);
- 553-й окремий батальйон зв'язку (м Южно-Сахалінськ);
- 668-й вузол зв'язку, в/ч 03823 (м Білогірськ);
- Командний розвідувальний центр, в/ч 32863 (м Білогірськ);
- 240-ва база зберігання та ремонту озброєння і техніки (м Білогірськ);
- 243-тя база зберігання та ремонту озброєння і техніки (м Хабаровськ);
- 304-й артилерійський склад боєприпасів, в/ч 01760 (м Свободний).[4]

## Командування
- Майоров Олександр Миколайович, генерал-лейтенант (вересень 1991 — грудень 1993)
- Малахов Євген Миколайович, генерал-лейтенант (грудень 1993 — червень 1996)
- Нутріхін Анатолій Михайлович, генерал-лейтенант (червень 1996 — серпень 1999)
- Кутіков Олександр Володимирович, генерал-лейтенант (серпень 1999 — червень 2002)
- Салюков Олег Леонідович, генерал-лейтенант (червень 2002 — листопад 2003)
- Богдановський Микола Васильович, генерал-лейтенант (листопад 2003 — червень 2006)
- Турченюк Ігор Миколайович, генерал-лейтенант (червень 2006 — березень 2011)
- Соломатін Сергій Віталійович, генерал-лейтенант (квітень 2011 — січень 2017)
- Чеботарьов Сергій Валерійович, генерал-майор (січень 2017 — 2020)
- Санчик Олександр Семенович(2020 — досі).